# Xanthorhoe vinosa
Xanthorhoe vinosa là một loài bướm đêm trong họ Geometridae.